# Campolara
Campolara település Spanyolországban, Burgos tartományban. Campolara Villoruebo községgel határos. Lakosainak száma 48 fő (2024).

## Népesség
A település népessége az utóbbi években az alábbiak szerint változott:
| Lakosok száma | 92   | 95   | 82   | 67   | 67   | 62   | 70   | 57   | 56   | 48   |
|               | 2001 | 2004 | 2006 | 2009 | 2011 | 2014 | 2016 | 2019 | 2021 | 2024 |